# آلبرت فریدریش، دوک پروس
آلبرت فریدریش (آلمانی: Albrecht Friedrich؛ ۷ مه ۱۵۵۳ – ۲۷ اوت ۱۶۱۸) دوک پروس از سال ۱۵۶۸ تا ۱۶۱۸ از دودمان هوهن‌تسولرن بود.